# لوري مونتجومري
لوري مونتجومري هو سياسي كندي، ولد في 17 أغسطس 1936. حزبياً، نشط في الحزب الليبرالي في نوفا سكوشا ‏. وقد انتخب عضو مجلس نواب نوفا سكوتيا.